# Allium platycaule
Allium platycaule — вид трав'янистих рослин родини амарилісові (Amaryllidaceae), ендемік заходу США.

## Опис
Цибулин 1–5+, яйцеподібні, 2–3 × 1.4–2.5 см; зовнішні оболонки містять 1 або більше цибулин, сірі або коричневі, перетинчасті; внутрішні оболонки білі. Листки, як правило, в'януть від кінчика в період цвітіння, 2; листові пластини плоскі, 10–30 см × 8–18 мм, краї цілі. Стеблина зазвичай утворює шар розлому, опадає з листям після дозрівання насіння, одиночна, прямостійна, сильно сплющена, дистально крилата, 7–25 см × 2–7 мм. Зонтик стійкий, прямостійний, нещільний, 30–90-квітковий, кулястий, цибулинки невідомі. Квіти зірчасті, 8–15 мм; листочки оцвітини розлогі, від яскраво-рожевих до трояндових, вузьколанцетні, ± рівні, краї цілі, верхівки довго загострені. Пиляки жовті; пилок сірий. Насіннєвий покрив тьмяний або блискучий. 2n = 14.
Період цвітіння: травень — червень.

## Поширення
Ендемік штатів Каліфорнія, Невада, Орегон, США.
Населяє кам'янисті, піщані схили; 1500—2500 м.